# Sweet Lavender (film 1915)
Sweet Lavender è un film muto del 1915 diretto da Cecil M. Hepworth.

## Trama
La figlia di una governante ama l'amico fidanzato con una donna che beve.

## Produzione
Il film fu prodotto dalla Hepworth.

## Distribuzione
Distribuito dalla LIFT, il film uscì nelle sale cinematografiche britanniche nell'ottobre 1915. Ne venne fatta una riedizione nel 1918.
Si pensa che sia andato distrutto nel 1924 insieme a gran parte degli altri film della Hepworth. Il produttore, in gravissime difficoltà finanziarie, pensò in questo modo di poter almeno recuperare l'argento dal nitrato delle pellicole.